# Bondville (Vermont)
Bondville ist ein gemeindefreies Gebiet (unincorporated village) bei der Stadt Winhall im Bennington County im US-Bundesstaat Vermont.

## Lage
Die Gemeinde liegt an der Vermont Route 30, 16 km östlich der Gemeinde Manchester.

## Infrastruktur
Bondville hat ein Postamt, das am 23. Mai 1850 eröffnet wurde.
Die Postleitzahl beträgt 05340.

## Veranstaltungen
Bondville ist Gastgeber der kleinsten und ältesten Laufmesse in Vermont. Sie fand erstmals 1797 statt.